# Pabellón de Bélgica en la Bienal de Venecia
El Pabellón de Bélgica en la Bienal de Venecia es un espacio artístico ubicado en la ciudad de Venecia con motivo de la Bienal de Venecia. El Pabellón belga fue el primer pabellón extranjero construido en el Giardini. El arquitecto Leon Sneyers diseño el edificio para la Bienal en el año 1907, de estilo art nouveau con influencias de Jose Hoffman y la arquitectura Vienesa. El Pabellón fue ampliado por A. De Bosschere entre 1929 y 1930, con salas a ambos lados del espacio principal de exposición. Posteriormente, el Pabellón fue restaurado en dos ocasiones: en 1948 por Virgilio Vallot, quien añado motivos rosales en la fachada, y en 1997 por Georges Baines, quien convirtió el interior del espacio en una galería con formato de cubo blanco.

## Expositores
- 1948 — Louis Buisseret, James Ensor, Constant Permeke y Louis Van Lint.
- 1958 — Jules Lismonde.
- 1964 — Vic Gentils.
- 1997 — Thierry de Cordier.
- 1999 — Michel François y Ann Veronica Janssens.
- 2001 — Luc Tuymans-
- 2003 — Sylvie Eyberg y Valérie Mannaerts.
- 2005 — Honoré d'O.
- 2007 — Éric Duyckaerts y Berlinde de Bruyckere.
- 2009 — Jef Geys (Comisariado: Dirk Snauwaert).
- 2011 — Angel Vergara y Luc Tuymans.
- 2013 — Berlinde de Bruyckere (Comisariado: J.M. Coetzee).
- 2015 — Vincent Meessen and guests: Mathieu K. Abonnenc, Sammy Baloji, James Beckett, Melle Nieling, Elisabetta Benassi, Patrick Bernier & Olive Martin, Tamar Guimarães & Kasper Akhøj, Maryam Jafri y Adam Pendleton. (Comisariado: Katerina Gregos).
- 2017 — Dirk Braeckman (Comisariado: Eva Wittocx).
- 2019 — Jos de Gruyter y Harald Thys.